# José García-Nieto Romero
José García-Nieto Romero (Marçà, 8 de novembre de 1915 - Librilla, 17 de març de 1998) fou un futbolista espanyol de la dècada de 1940.

## Trajectòria
Amb vuit anys es traslladà a viure a Alacant i allí començà la seva carrera com a futbolista. Jugà a l'Alacant CF i a l'Hèrcules CF, fins que el 1934 marxà a l'Atlètic de Madrid, on realitzà el servei militar. Durant la guerra civil jugà al Gimnàstic de Tarragona, i més tard participà en la batalla de l'Ebre. Marxà a França on fou ingressat al camp d'Argelers fins que fou fitxat pel FC Sète. Retornà al País Valencià, on jugà al Llevant UE i breument al València CF, doncs era suplent de la davantera Mundo, Epi, Amadeo, Asensi i Gorostiza. La temporada 1941-42 fou cedit al FC Barcelona, per substituir el lesionat Mariano Martín, jugant a primera divisió, on disputà nou partits. Tornà al País Valencià, acabant la seva carrera al CE Alcoià i novament al Llevant.
Un cop retirat, exercí durant una breu etapa com a entrenador, al Club Deportivo Maghreb Al-Aksa de Tànger, a l'Algeciras Club de Fútbol i a la Balompédica Linense.